# Malesherbia linearifolia
Malesherbia linearifolia je biljka iz porodice Passifloraceae, potporodice Malesherbioideae. Raste u središnjem Čileu

## Sinonimi
- Gynopleura angustifolia Walp.
- Gynopleura coronata (D.Don) M.Roem.
- Gynopleura linearifolia Cav.
- Malesherbia coronata D.Don
- Malesherbia subalpina Poepp. ex M.Roem.